# George Steiner
George Steiner (n. 23 aprilie 1928, Neuilly-sur-Seine, Seine, Franța – d. 3 februarie 2020, Cambridge, Anglia, Regatul Unit) a fost un scriitor american de origine franceză, critic literar, eseist, specialist în literatură comparată și teoria traducerii, profesor universitar.
A devenit cetățean american în 1944. A predat cursuri la Universitatea Cambridge și la Universitatea din Geneva. Între lucrările sale se numără Moartea tragediei (The Death of Tragedy, 1960), Limbaj și tăcere (Language and Silance, 1967).